# Turmhügel Püchersreuth
Der Turmhügel Püchersreuth ist eine abgegangene mittelalterliche Turmhügelburg (Motte) in der Gemeinde Püchersreuth im oberpfälzischen Landkreis Neustadt an der Waldnaab in Bayern. Über diese Niederungsburg sind keine geschichtlichen oder archäologischen Informationen bekannt, sie wird grob als mittelalterlich datiert.
Die Motte liegt 125 Meter westnordwestlich der Kirche von Püchersreuth. Auf dem sanft nach Westen geneigten Gelände befindet sich der Erdhügel mit stark verschliffenen Ecken. Einst war er von einem Ringgraben und einem vorgelegten Wall umgeben. Die Basis des Hügels beträgt 25 × 25 Meter.